# Hochfilzen
Hochfilzen ist eine Gemeinde im Bezirk Kitzbühel in Tirol in Österreich mit 1322 Einwohnern (Stand 1. Jänner 2024). Die Gemeinde liegt im Gerichtsbezirk Kitzbühel.

## Geografie
Hochfilzen ist eine der fünf Pillerseetalgemeinden und liegt am Grießenpass an der Grenze zum Bundesland Salzburg. Südlich des Passes, der 975 Meter hoch liegt, steigt das Land zu den Kitzbüheler Alpen an. Dort ist die höchste Erhebung auf Gemeindegebiet das Spielberghorn mit 2044 Metern. Im Norden liegen die Loferer Steinberge, im Nordosten die Leoganger Steinberge. Hier sind die höchsten Berge Jungfrau (1910 m), Barbarahorn (2058 m) und Großes Marchenthorn (2375 m).
Die Gemeinde hat eine Fläche von 32,68 Quadratkilometern. Davon sind 15 Prozent landwirtschaftliche Nutzfläche, 64 Prozent Wald und 6 Prozent Almen.

### Nachbargemeinden
|             | St. Ulrich am Pillersee                     | St. Martin bei Lofer |
| Fieberbrunn | Kompassrose, die auf Nachbargemeinden zeigt | Leogang              |
|             |                                             |                      |

## Geschichte
Hochfilzen war einst eine Streusiedlung von Bauernhäusern innerhalb der ehemaligen Hofmark Pillersee. In einem Güterverzeichnis des Klosters Rott von 1377 ist Hochfilzen erstmals urkundlich erwähnt. Es liegt dem Ortsnamen der alte Flurname auf der Hochfilzen zugrunde (zu mittelhochdeutsch vilz ‚Moorgebiet‘). Als die Region 1504 von Tirol übernommen wurde, blieben jedoch die Rechte des Klosters als Hofmark erhalten.

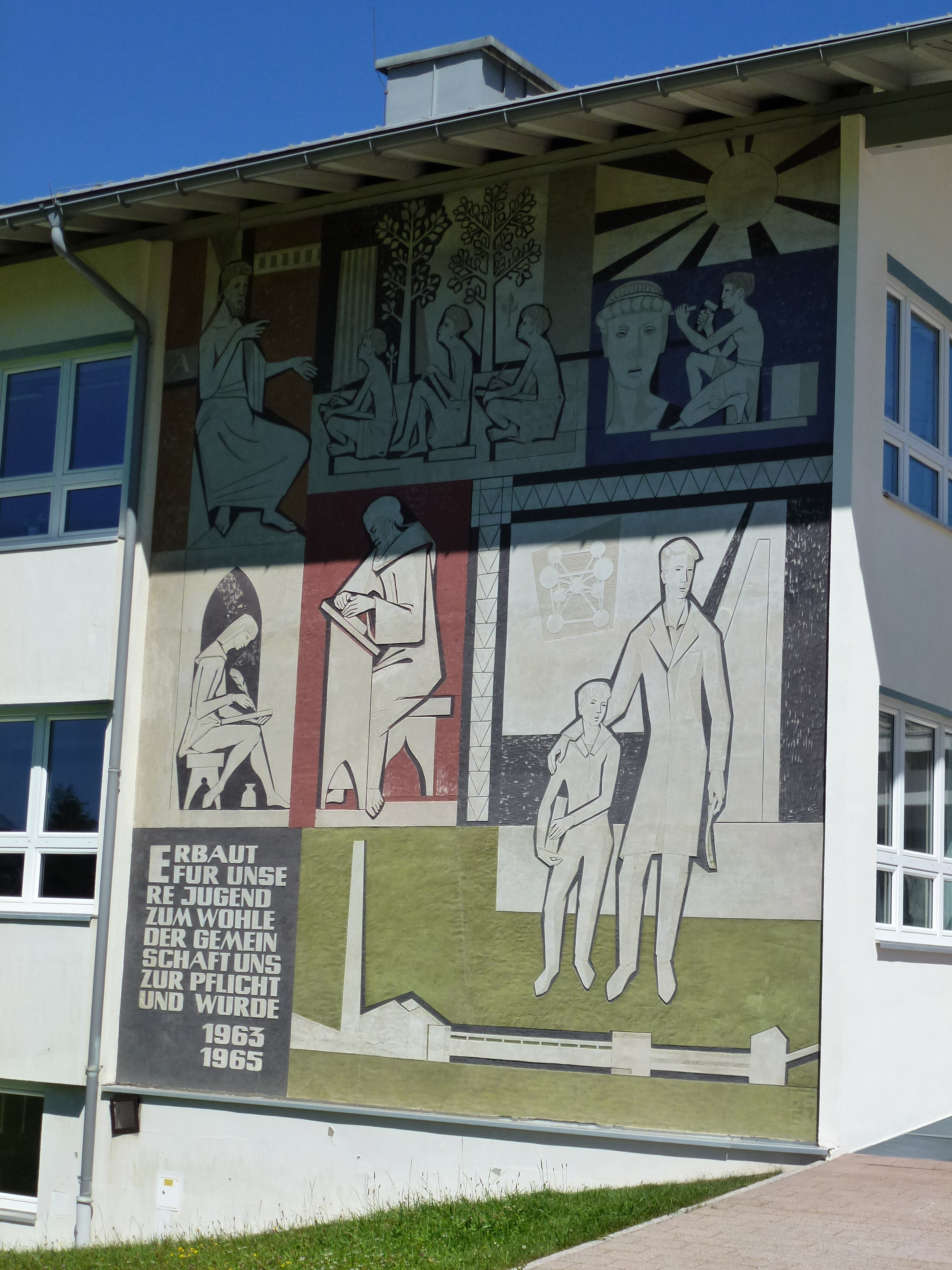
Sgraffito an der Schule

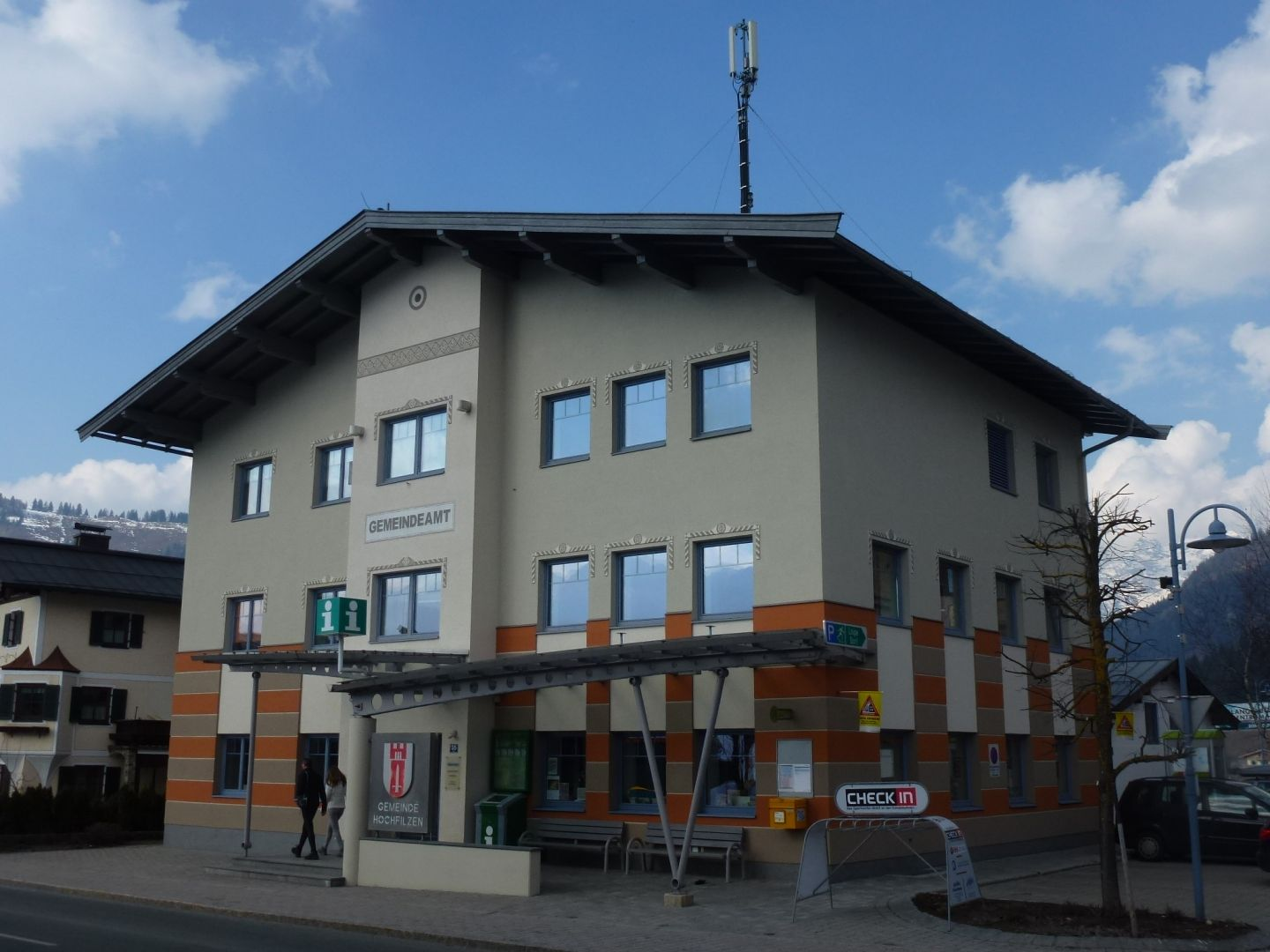
Gemeindeamt

Schon 1762 taucht das kleine bäuerliche Dorf beim Landgericht Kitzbühel auf. 1753 errichtete man die erste Schule, die sich aber nicht durchsetzen konnte. Etwa 30 Jahre später konnte wieder eine Schule eingerichtet werden. Der Unterricht wurde im Dorfwirtshaus abgehalten. Schließlich errichtete man 1813 das erste Schulgebäude. 1906 erfolgte ein Neubau. Bei der Verwaltungsreform von 1833 entwickelte sich das kleine Viertel Hochfilzen zur Gemeinde.
1875 errichtete man die Salzburg-Tiroler-Bahn, und somit wurde Hochfilzen damals an das modernste Verkehrsmittel angeschlossen. 1878 richtete man erstmals einen Artillerie-Schießplatz in der Schüttach-Au von der k.u.k Armee ein, der aber 1908 wieder geschlossen wurde. 1939 wurde er wieder eröffnet und nach dem Zweiten Weltkrieg vom Bundesheer übernommen.
Mit der Errichtung des Magnesitwerkes im Jahre 1957 fand in Hochfilzen ein wirtschaftlicher Aufschwung statt. Der Betrieb, welcher derzeit zu der RHI Magnesita gehört, fördert bis heute Magnesit und stellt feuerfeste Massen als Endprodukt her.

### Bevölkerungsentwicklung
EinwohnerJahr2004006008001000120014001860189019201950198020102040EinwohnerEinwohnerentwicklung von Hochfilzen

## Kultur und Sehenswürdigkeiten

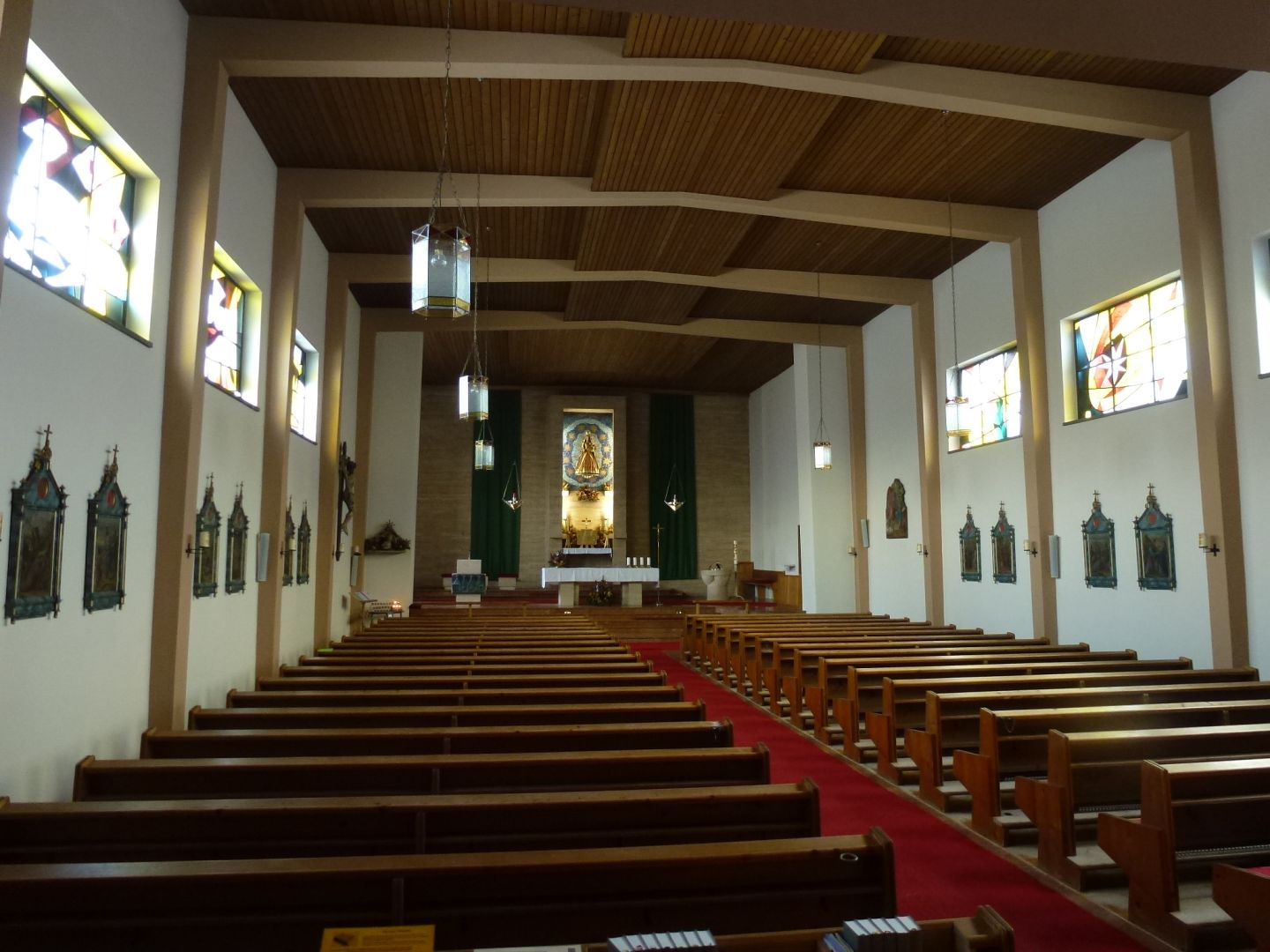
Pfarrkirche Hochfilzen

- Katholische Pfarrkirche Hochfilzen Unsere Liebe Frau Maria Schnee: 1745/46 errichtete Pfarrkirche mit barocker Hochaltarstatue Maria Loreto aus der 1682 erbauten Vorgängerkapelle und Rokokokrippe mit bekleideten Figuren; die Kirche wurde 1960/61 erweitert.

## Wirtschaft und Infrastruktur

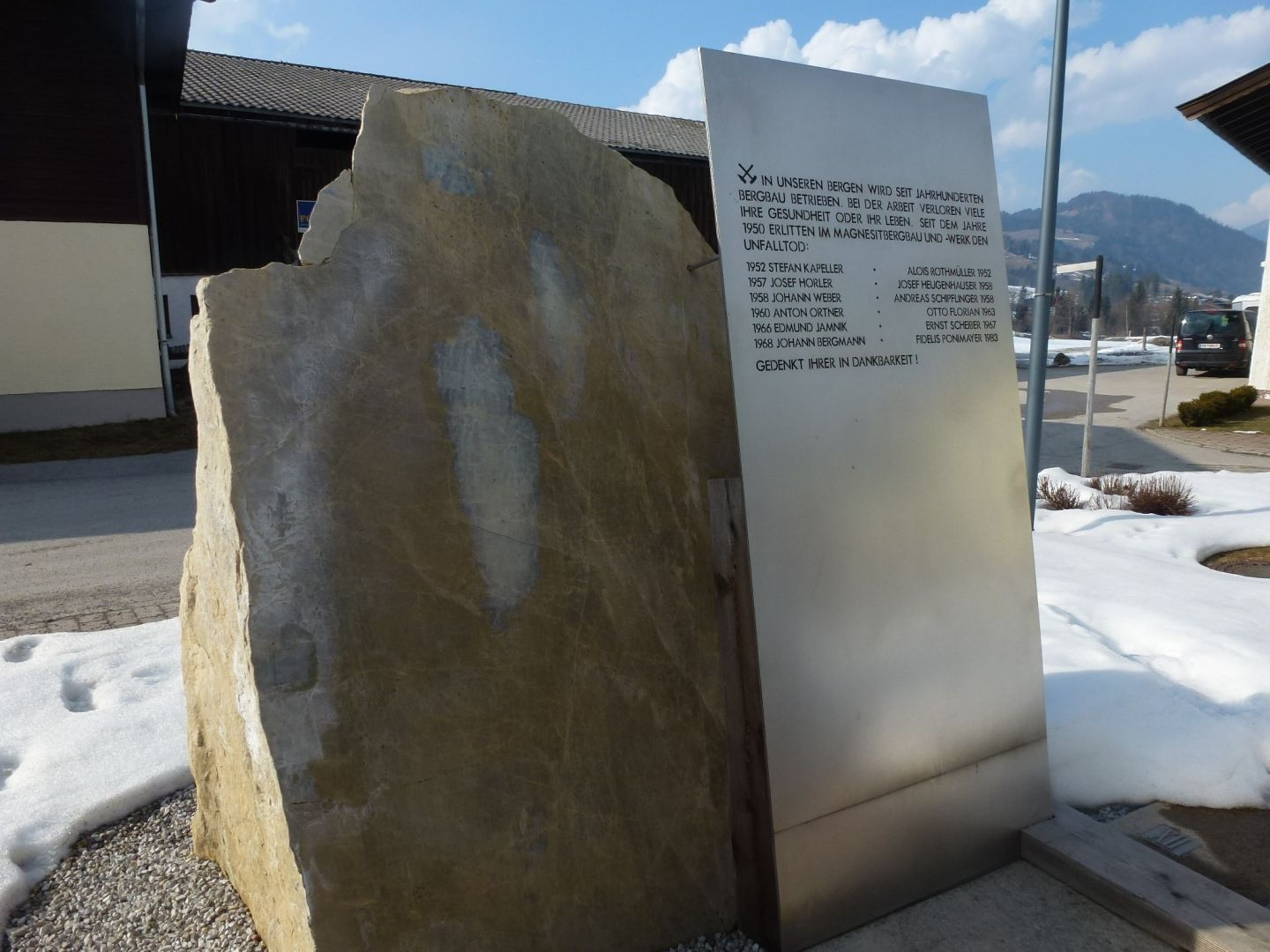
Denkmal zur Erinnerung an die Opfer der Magnesitgewinnung

- Magnesitabbau im Tagebauverfahren am Weißenstein (Gemeindegebiet Fieberbrunn) auf einer Seehöhe zwischen 1430 und 1700 Metern und Magnesitverarbeitung kennzeichnen seit Mitte der 1950er Jahre die wirtschaftliche Struktur der Gemeinde.

- Die RHI Magnesita, Weltmarktführer für Feuerfestprodukte, betreibt seit 1959 ein Werk zur Herstellung von Feuerfestprodukten auf Magnesitbasis (Sintermagnesia) in Hochfilzen. Zu diesem Werk gehört auch ein 105 Meter hoher Kamin. Eine Kombination aus Schlauchfilter- und Naßfilteranlage reduziert den Schadstoff- und Schmutzausstoß.

### Tourismus

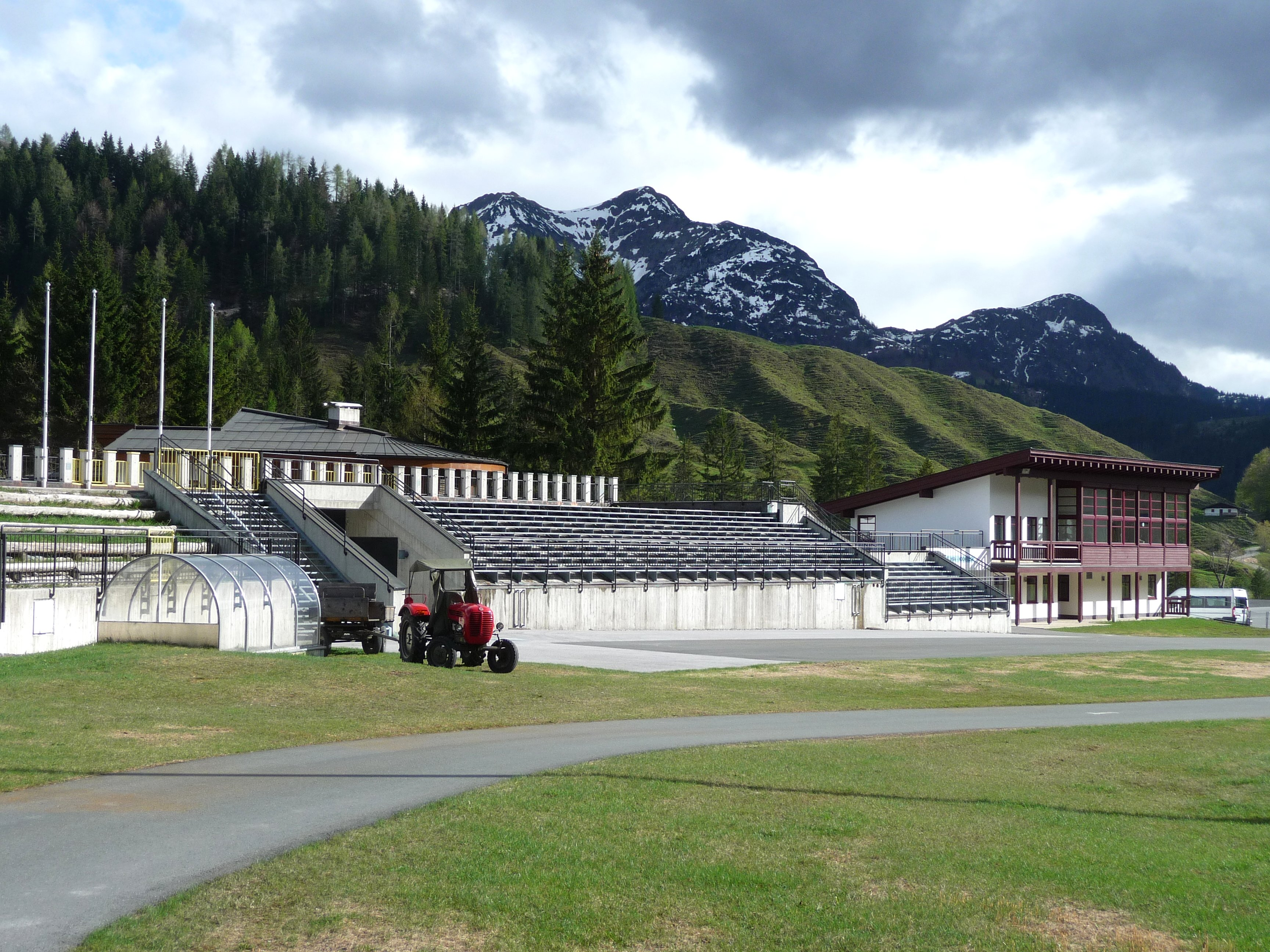
Biathlonstadion, im Hintergrund das Spielberghorn

In touristischer Hinsicht fördert die Lage zwischen den Leoganger Steinbergen, den Loferer Steinbergen und den Kitzbüheler Alpen den Sommertourismus und vor allem aufgrund des Schneereichtums den Wintertourismus mit Schwerpunkt auf dem nordischen Skisport. Das Langlauf- und Biathlonzentrum ist als Austragungsort von Langlauf- und Biathlon-Weltcups bekannt und war Austragungsort der Biathlon-Weltmeisterschaften 1978, 1998, 2005 und 2017.
Zwei Schlepplifte befördern Skifahrer auf das Skigebiet Buchensteinwand, welches Hochfilzen mit St. Ulrich im Pillerseetal verbindet.

### Verkehr

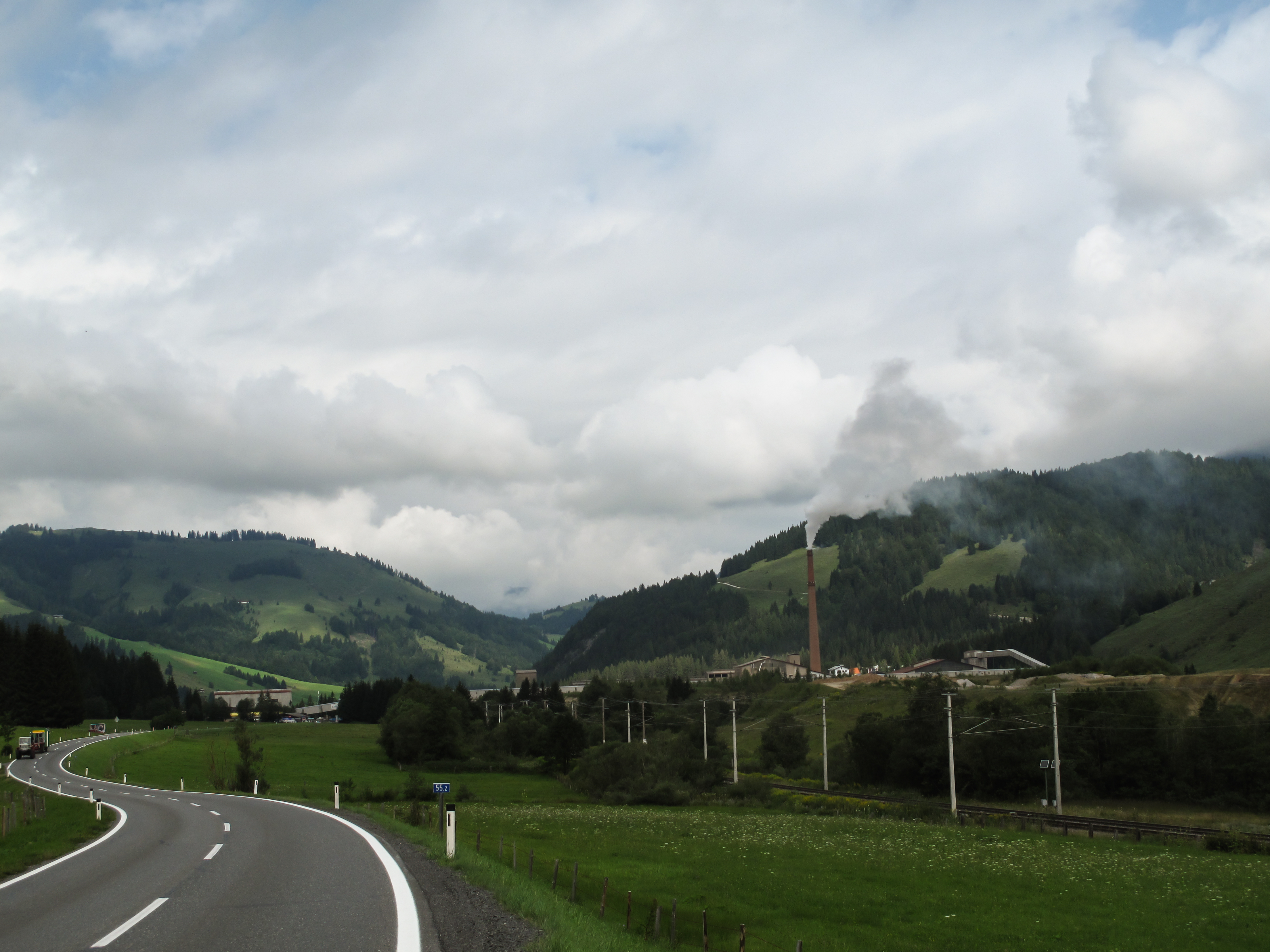
Straße nach Hochfilzen mit deutlich sichtbarem Schlot des Magnesitwerkes

- Straße: Hochfilzen liegt an der Hochkönigstraße B164, die im Osten über Saalfelden nach Bischofshofen und im Westen nach St. Johann in Tirol führt.
- Bahn: Der Bahnhof Hochfilzen liegt an der Salzburg-Tiroler-Bahn und wird von der S-Bahn Tirol und von Regionalexpresszügen bedient.

## Politik

### Gemeinderat
Der Gemeinderat hat 13 Mitglieder. Seit der Wahl 2022 setzt er sich folgendermaßen zusammen:
- 5 Bürgerliste Hochfilzen – Liste des Bürgermeisters (BL)
- 2 Aufwind Hochfilzen (AUFWIND)
- 2 SPÖ Hochfilzen (SPÖ)
- 2 Hochfilzen Aktiv (H-AKTIV)
- 1 Menschen Freiheit Grundrechte (MFG)
- 1 Alternative für Hochfilzen (AH!)

### Bürgermeister
- 1935–1938 Hermann Gaisbichler
- 1938–1945 k. A.
- 1945–1946 Hermann Gaisbichler
- 1946–1956 k. A.
- 1956–1962 Hermann Gaisbichler
- 1962–1992 Josef Bergmann
- 1992–2004 Johann Arnold
- 2004–2015 Sebastian Eder
- seit 2015 Konrad Walk

Die letzten Bürgermeisterwahlen fanden gleichzeitig mit den Gemeinderatswahlen 2022 statt. Konrad Walk, der das Amt am 29. April 2015 von Sebastian Eder übernommen hatte, wurde 2016 und 2022 mit einer Zweidrittelmehrheit im Amt bestätigt.

### Wappen
Die Blasonierung lautet: In Silber ein vom Schildfuß bis zum Schildhaupt reichender roter Turm mit einem silbernen nach oben weisenden Schwert in der unteren Schildhälfte.
Das Gemeindewappen wurde 1974 verliehen. Turm und Schwert sind die Attribute der hl. Barbara, Patronin der Bergleute und der Soldaten, der auch eine 1898 erbaute Kapelle geweiht ist. Sie stehen für den Magnesitabbau und den Truppenübungsplatz in der Gemeinde.

## Truppenübungsplatz
1875 wurde Hochfilzen an das Eisenbahnnetz angeschlossen, bald danach wurde ein Truppenübungsplatz errichtet. Der Truppenübungsplatz wird heute vom österreichischen Bundesheer als Heeressportzentrum für Biathlon sowie für die Überlebenstrainingslehrgänge des Jagdkommandos genutzt. Der Truppenübungsplatz war einer der Schauplätze im Lucona-Skandal, der Ende der 1970er Jahre das politische Österreich erschütterte. Hier befindet sich auch das Tragtierzentrum.

## Persönlichkeiten
- Sebastian Eder (* 1955), Mediziner und Politiker, Abgeordneter zum Nationalrat
- Romed Baumann (* 1986), österreichischer Skirennläufer, in Hochfilzen aufgewachsen
- Dominik Landertinger (* 1988), ehemaliger österreichischer Biathlet[9]